# Beovizija 2019
Die 9. Beovizija fand am 3. März 2019 statt und war der serbische Vorentscheid für den Eurovision Song Contest 2019 in Tel Aviv (Israel). Die Sängerin Nevena Božović gewann mit ihrem Lied Kruna.

## Format

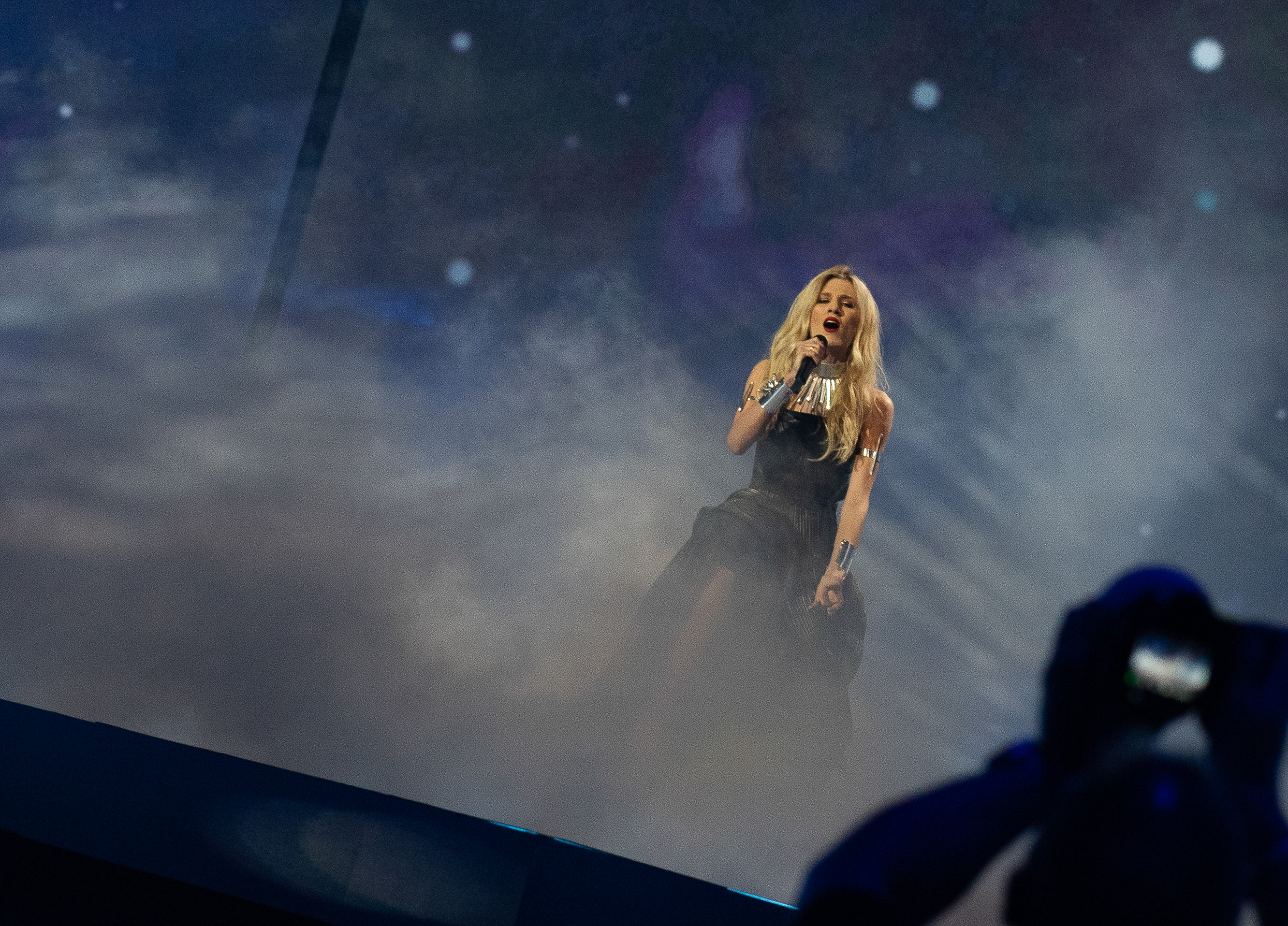
Die Gewinnerin der serbischen Vorentscheidung: Nevena Božović

### Konzept
Bereits am Tag des Finales des Eurovision Song Contest 2018 kündigte Duška Vučinić, Leiterin der Presse- und Öffentlichkeitsarbeit von RTS, an, dass die Beovizija auch 2019 wieder stattfinden soll.
Das erste Mal in der Geschichte des Festivals soll es 2019  zwei Halbfinale geben, indem je 12 Teilnehmer antreten werden. Lediglich die besten Sechs pro Halbfinale qualifizieren sich für das Finale. Wie in den Vorjahren wird die Abstimmung wieder zu 50 % per Televoting und zu 50 % durch Juryvoting ermittelt.

### Beitragswahl
Vom 8. August 2018 bis zum 15. November 2018 konnten bei RTS Beiträge eingereicht werden. Das Regelwerk schreibt vor, dass alle Interpreten serbische Staatsbürger sein müssen. Ebenfalls muss der Text des Liedes auf Serbisch oder einer anderen Sprache, die in Serbien offiziell im Gebrauch ist,  geschrieben sein.
Am 23. November 2018 gab RTS bekannt, dass insgesamt 76 Lieder beim Sender eingegangen sind. Danach wählte RTS mithilfe einer Jury die besten Beiträge heraus. Da es sich um ein anonymisiertes Auswahlverfahren handelte, waren alle Beiträge mit Kennnummern versehen. Die Namen der Autoren und Interpreten wurden erst nach der Auswahl der Teilnehmer am Festival den Beiträgen zugeordnet. Am 8. Januar wurden alle 24 Teilnehmer ausgewählt und am 10. Januar vorgestellt. Unter ihnen sind Nevena Božović, die Serbien bereits beim Eurovision Song Contest 2013 vertrat sowie Extra Nena, die Jugoslawien beim Eurovision Song Contest 1992 vertrat.
Die Lieder der Teilnehmer wurden am 11. Februar 2019 veröffentlicht.

## Halbfinale

### Erstes Halbfinale
Das erste Halbfinale (Polufinale 1) fand am 27. Februar 2019, 21:00 Uhr in den RTS Studios statt. Sechs Teilnehmer qualifizierten sich für das Finale.
| Platz | Startnr. | Interpret                       | Lied Musik (M) und Text (T) | Sprache  | Übersetzung (Inoffiziell)        | Jury | Zuschauerstimmen (Televoting & SMS) | Zuschauerstimmen (Televoting & SMS) | Gesamt |
| Platz | Startnr. | Interpret                       | Lied Musik (M) und Text (T) | Sprache  | Übersetzung (Inoffiziell)        | Jury | Stimmen                             | Punkte                              | Gesamt |
| ----- | -------- | ------------------------------- | --- | -------- | -------------------------------- | ---- | ----------------------------------- | ----------------------------------- | ------ |
| 01.   | 11       | Ivana Vladović & Wonder Strings | Moja bol M/T: Aleksandra Milutinović | Serbisch | Mein Schmerz                     | 12   | 1.954                               | 10                                  | 22     |
| 02.   | 12       | Nataša Guberinić & Una Senić    | Samo bez straha M: Predrag Vukčević, Marko Stojanović Luis, Petar Zorkić; T: Nataša Guberinić, Predrag Vukčević, Una Senić, Nemanja Kostić | Serbisch | Nur ohne Angst                   | 6    | 3.189                               | 12                                  | 18     |
| 03.   | 06       | Saška Janks                     | Da li čuješ moj glas M: Saška Janks, Marko Nikolić; T: Saška Janks                                                                         | Serbisch | Hörst du meine Stimme?           | 8    | 1.557                               | 06                                  | 14     |
| 04.   | 08       | Sofija Perić                    | Aritmija M: Vladimir Graić; T: Snežana Vukomanović                                                                                         | Serbisch | Arrhythmie                       | 5    | 1.912                               | 08                                  | 13     |
| 05.   | 02       | Aleksandra Sekulić              | Tugo M: Ana Sekulić, Filip Kuranji; T: Ana Sekulić                                                                                         | Serbisch | Meine Traurigkeit                | 10   | 0874                                | 03                                  | 13     |
| 06.   | 07       | Ivan Kurtić                     | Bela M: Goran Ratković Rale; T: Radenko Mitrović                                                                                           | Serbisch | Weiß                             | 7    | 0971                                | 05                                  | 12     |
| 07.   | 01       | Funked Up                       | Zašto da se ne desi M: Vojin Vilotijević; T: Vojin Vilotijević, Mladen Nedić                                                               | Serbisch | Warum soll es nicht passieren?   | 1    | 1.635                               | 7                                   | 08     |
| 08.   | 09       | Extra Nena                      | Još ti čujem glas M: Ivan Akulov; T: Milena Ludajić, Snežana Berić                                                                         | Serbisch | Ich höre immer noch deine Stimme | 3    | 0984                                | 04                                  | 07     |
| 09.   | 03       | Osvajači                        | Voda i plamen M/T: Nebojša Jakovljević; T: Zvonko Pantović                                                                                 | Serbisch | Wasser und Flamme                | 2    | 0820                                | 02                                  | 04     |
| 10.   | 04       | Dunja Vujadinović               | 7 M: Boris Krstajić; T: Ljiljana Jorgovanović                                                                                              | Serbisch | –                                | 4    | 0820                                | 0                                   | 04     |
| 11.   | 05       | Mr Doo                          | Do 100 M/T: Sanja Ilić, Mladen Lukić, Dušan Ćirić; T: Leontina Vukomanović                                                                 | Serbisch | Bis 100                          | 0    | 0730                                | 01                                  | 01     |
| 12.   | 10       | Eleonora                        | Samo lagano M: Eleonora Lav Jovanović, Husein Alijević; T: Eleonora Lav Jovanović                                                          | Serbisch | Ganz einfach                     | 0    | –                                   | 0                                   | 0      |

 Kandidat hat sich für das Finale qualifiziert.

### Zweites Halbfinale
Das erste Halbfinale (Polufinale 2) fand am 28. Februar 2019, 21:00 Uhr in den RTS Studios statt. Sechs Teilnehmer qualifizierten sich für das Finale.
| Platz | Startnr. | Interpret         | Lied Musik (M) und Text (T)                                                                                | Sprache  | Übersetzung (Inoffiziell) | Jury | Zuschauerstimmen (Televoting & SMS) | Zuschauerstimmen (Televoting & SMS) | Gesamt |
| Platz | Startnr. | Interpret         | Lied Musik (M) und Text (T)                                                                                | Sprache  | Übersetzung (Inoffiziell) | Jury | Stimmen                             | Punkte                              | Gesamt |
| ----- | -------- | ----------------- | --- | -------- | ------------------------- | ---- | ----------------------------------- | ----------------------------------- | ------ |
| 01.   | 06       | Nevena Božović    | Kruna M: Nevena Božović, Darko Dimitrov; T: Nevena Božović                                                 | Serbisch | Krone                     | 12   | 1.542                               | 10                                  | 22     |
| 02.   | 10       | Dženan Lončarević | Nema suza M: Željko Vasić; T: Dragan Čolaković                                                             | Serbisch | Keine Tränen              | 6    | 3.516                               | 12                                  | 18     |
| 03.   | 05       | Lord              | Radnički sin M/T: Vladimir Preradović                                                                      | Serbisch | Arbeitersohn              | 10   | 1.082                               | 06                                  | 16     |
| 04.   | 02       | Majdan            | Budim te M: Nemanja Erić; T: Nemanja Erić, Marija Vagner                                                   | Serbisch | Ich wecke dich auf        | 7    | 1.413                               | 08                                  | 15     |
| 05.   | 04       | Ana Popović       | Lutaš M/T: Sofija Milutinović                                                                              | Serbisch | Du bist am Wandern        | 5    | 1.103                               | 07                                  | 13     |
| 06.   | 08       | Jana Šušteršič    | Viktorija M: Vladimir Graić; T: Željko Hubač                                                               | Serbisch | Siegerin                  | 8    | 0698                                | 03                                  | 11     |
| 07.   | 12       | Tamara Milanović  | Reči nisu dovoljne M: Marcel Sprunkel; T: Marcel Sprunkel, Gavrilo Milovanović                             | Serbisch | Wörter sind nicht genug   | 1    | 1.014                               | 05                                  | 06     |
| 08.   | 03       | Goga Stanić       | Čudo M: Ylva Persson, Linda Persson, Dimitri Stassos; T: Vladimir Marković Luni, Marko Kon, Ognjen Amidžić | Serbisch | Wunder                    | 4    | 0687                                | 02                                  | 06     |
| 09.   | 07       | Gipsycord         | Boje M: Jovan Savić, Zvonko Marković, Mišo Krpo; T: Sanja Krstić, Milena Ludajić                           | Serbisch | Farben                    | 0    | 0878                                | 04                                  | 04     |
| 10.   | 01       | Sanja Rio         | Ljubimo se M/T: Miki Dumonjić                                                                              | Serbisch | Wir küssen uns            | 2    | 0635                                | 01                                  | 03     |
| 11.   | 09       | Lana & Aldo       | Pogledaj u nebo M/T: Lana Toković                                                                          | Serbisch | Schau in den Himmel       | 3    | 0510                                | 03                                  | 06     |
| 12.   | 11       | Tina & Lola Amvon | Tvoje oči M: Tina Amvon; T: Olgica Lola Amvon                                                              | Serbisch | Deine Augen               | 0    | 0526                                | 09                                  | 0      |

 Kandidat hat sich für das Finale qualifiziert.

## Finale
Das Finale fand am 3. März 2019, 21:00 Uhr (MEZ) in den RTS Studios statt. Zwölf Teilnehmer traten hier gegeneinander an. Nevena Božović gewann das Juryvoting und Nataša Guberinić & Una Senić das Televoting. Nevena Božović reichte ein dritter Platz im Televoting, um den Vorentscheid zu gewinnen.
| Platz | Startnr. | Interpret                       | Lied Musik (M) und Text (T) | Sprache  | Übersetzung (Inoffiziell) | Juryvoting   | Juryvoting      | Juryvoting     | Juryvoting | Juryvoting            | Juryvoting | Juryvoting | Zuschauerstimmen (Televoting & SMS) | Zuschauerstimmen (Televoting & SMS) | Gesamt |
| Platz | Startnr. | Interpret                       | Lied Musik (M) und Text (T) | Sprache  | Übersetzung (Inoffiziell) | Miša Aleksić | Bojana Stamenov | Dejan Ivanović | Goca Tržan | Aleksandar Milić Mili | Gesamt     | Punkte     | Stimmen                             | Punkte                              | Gesamt |
| ----- | -------- | ------------------------------- | --- | -------- | ------------------------- | ------------ | --------------- | -------------- | ---------- | --------------------- | ---------- | ---------- | ----------------------------------- | ----------------------------------- | ------ |
| 01.   | 08       | Nevena Božović                  | Kruna M: Nevena Božović, Darko Dimitrov; T: Nevena Božović                                                                                 | Serbisch | Krone                     | 12           | 10              | 10             | 12         | 12                    | 56         | 12         | 05.708                              | 08                                  | 20     |
| 02.   | 04       | Dženan Lončarević               | Nema suza M: Željko Vasić; T: Dragan Čolaković                                                                                             | Serbisch | Keine Tränen              | 10           | 6               | 5              | 7          | 8                     | 36         | 07         | 05.585                              | 10                                  | 17     |
| 03.   | 01       | Saška Janks                     | Da li čuješ moj glas M: Saška Janks, Marko Nikolić; T: Saška Janks                                                                         | Serbisch | Hörst du meine Stimme?    | 8            | 12              | 8              | 10         | 4                     | 42         | 10         | 04.964                              | 06                                  | 16     |
| 04.   | 11       | Nataša Guberinić & Una Senić    | Samo bez straha M: Predrag Vukčević, Marko Stojanović Luis, Petar Zorkić; T: Nataša Guberinić, Predrag Vukčević, Una Senić, Nemanja Kostić | Serbisch | Nur ohne Angst            | 3            | 4               | 2              | 4          | –                     | 13         | 02         | 10.427                              | 12                                  | 14     |
| 05.   | 05       | Ivana Vladović & Wonder Strings | Moja bol M/T: Aleksandra Milutinović | Serbisch | Mein Schmerz              | 5            | 8               | 12             | 8          | 7                     | 40         | 08         | 04.088                              | 05                                  | 13     |
| 06.   | 10       | Ivan Kurtić                     | Bela M: Goran Ratković Rale; T: Radenko Mitrović                                                                                           | Serbisch | Weiß                      | 4            | 1               | 3              | 6          | 5                     | 19         | 04         | 05.010                              | 07                                  | 11     |
| 07.   | 02       | Majdan                          | Budim te M: Nemanja Erić; T: Nemanja Erić, Marija Vagner                                                                                   | Serbisch | Ich wecke dich auf        | 6            | 2               | 7              | 2          | 2                     | 19         | 05         | 02.514                              | 03                                  | 08     |
| 08.   | 07       | Lord                            | Radnički sin M/T: Vladimir Preradović Lord                                                                                                 | Serbisch | Arbeitersohn              | 7            | 7               | 4              | 5          | 6                     | 29         | 06         | 02.435                              | 02                                  | 08     |
| 09.   | 03       | Sofija Perić                    | Aritmija M: Vladimir Graić; T: Snežana Vukomanović                                                                                         | Serbisch | Arrhythmie                | –            | –               | –              | 1          | 10                    | 11         | 01         | 02.862                              | 04                                  | 05     |
| 10.   | 06       | Jana Šušteršič                  | Viktorija M: Vladimir Graić; T: Željko Hubač                                                                                               | Serbisch | Siegerin                  | –            | 5               | 6              | 3          | 1                     | 15         | 03         | 01.487                              | 0                                   | 03     |
| 11.   | 12       | Aleksandra Sekulić              | Tugo M: Ana Sekulić, Filip Kuranji; T: Ana Sekulić                                                                                         | Serbisch | Meine Traurigkeit         | 1            | –               | 1              | –          | 3                     | 05         | 0          | 01.872                              | 01                                  | 01     |
| 12    | 09       | Ana Popović                     | Lutaš M/T: Sofija Milutinović | Serbisch | Du bist am Wandern        | 2            | 3               | –              | –          | –                     | 05         | 0          | 01.757                              | 0                                   | 0      |